# Ernst Hans Ludwig Krause
Ernst Hans Ludwig Krause (Stade, 27 de julho de 1859 — Neustrelitz,  1 de junho de 1942) foi um botânico, micólogo, briólogo, explorador, entomólogo e fotógrafo alemão.

## Obra
- Flora von Rostock. 1879. Coautor C.Fisch. 208 pp.
- Mecklenburgische Flora. 1893. En J.Sturm Flora de Alemania 2ª ed. (1900-1907)
- "Florenkarte von Norddeutschland fur das 12. bis 15. Jahrhundert," 231-35
- 1899. Nova synopsis ruborum Germaniae et Virginiae. 105 pp.
- Exkursionsflora. 1908. 352 pp.
- Em GLOBUS 72, vol. 1897 - Illustrierte Zeitschrift für Länder- und Völkerkunde
  - Neuere Forschungen in Chichen-Itza (Yucatán), pp. 200-206, 8 Abb., pp. 219-223, 8 Abb.)
  - E.Deschamps Reise auf Cypern (pp. 328-331, 5 Abb., pp. 347-351, 6 Abb.). Die englisch-französischen Streitfragen in Westafrika

### Eponímia
Género
- (Caryophyllaceae) Krauseola Pax & K.Hoffm.[1]

Espécies
- (Asteraceae) Baccharis kraussei Heering ex Reiche[2]
- (Moraceae) Ficus krausseana Rech.[3]
- (Myricaceae) Morella kraussiana (Buchinger ex Meisn.) Killick[4]
- (Scrophulariaceae) Sutera kraussiana Hiern[5]
- (Selaginellaceae) Selaginella kraussiana (Kunze) A.Braun[6]|divcolend}}